# Amit Sahai
Amit Sahai (Thousand Oaks, 1974) é um cientista da computação estadunidense, professor da Universidade da Califórnia em Los Angeles (UCLA) e diretor do Center for Encrypted Functionalities.

## Formação
Filho de pais que imigraram da Índia. Recebeu um B.A. em matemática com especialização em ciência da computação da Universidade da Califórnia em Berkeley, summa cum laude, em 1996. Recebeu um Ph.D. em ciência da computação do Instituto de Tecnologia de Massachusetts (MIT) em 2000, e ingressou na faculdade de ciência da computação da Universidade de Princeton. Em 2004 foi para a UCLA, onde atualmente ocupa o cargo de professor de ciência da computação.
Sahai foi eleito fellow da Association for Computing Machinery (ACM) em 2018, por "contribuições para a criptografia e para o desenvolvimento da ofuscação de indistinguibilidade".
Em 2019 foi nomeado fellow da International Association for Cryptologic Research (IACR), por “contribuições fundamentais, incluindo computação segura, conhecimento zero e criptografia funcional, e pelo serviço ao IACR”.
Para o Congresso Internacional de Matemáticos de 2022 em São Petersburgo está listado como palestrante convidado.